# Krankenhaus Elim

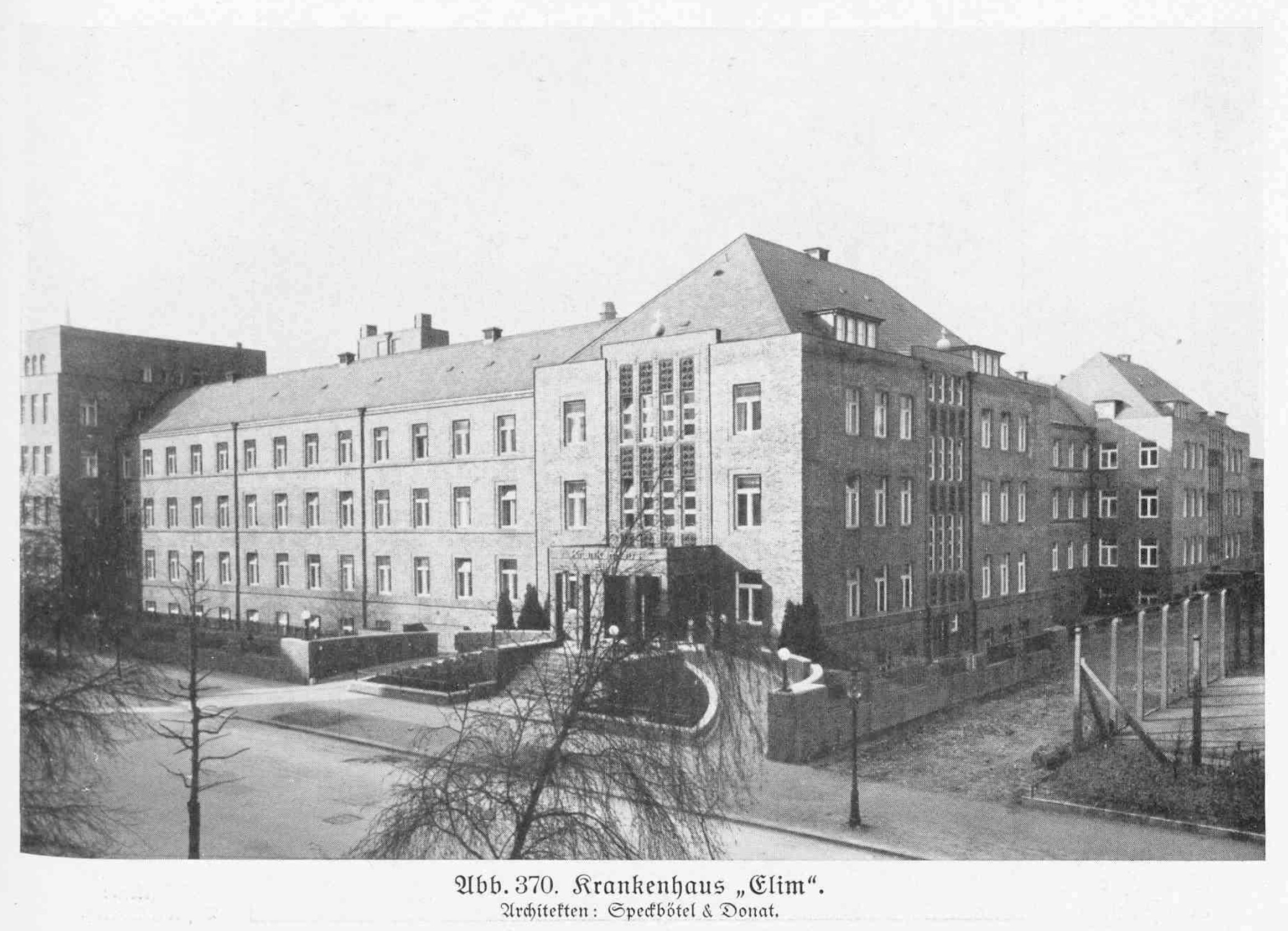
Krankenhaus Elim (1927)

Das Krankenhaus Elim (auch Elim-Krankenhaus) war ein Krankenhaus in Hamburg-Eimsbüttel. Das evangelisch getragene Krankenhaus nahm seine Arbeit 1921 auf und bezog 1927 ein eigenes Gebäude an der Straße Hohe Weide, zwischen Bundesstraße und Schäferkampsallee. 2011 wurde dort ein Neubau errichtet, das Krankenhaus gehört seitdem zum Agaplesion Diakonieklinikum Hamburg und ist nicht mehr eigenständig.

## Geschichte
Die Krankenhausarbeit der Elim-Diakonie begann 1921, anfangs in der gepachteten Klinik „Am Weiher“. Im Januar 1927 wurde das neuerbaute Krankenhaus Elim an der Straße Hohe Weide 17 in Hamburg-Eimsbüttel eröffnet. Der Entwurf stammte von Theodor Speckbötel und Richard Donat. Das Krankenhaus hatte bei der Eröffnung 162 Krankenbetten und 50 Säuglingsbetten, mit Betten für Schwestern und sonstiges Personal insgesamt 252 Betten. Das Diakonissen-Mutterhaus zählte weitere 50 Betten, im Gemeinschaftshaus waren Säle für bis zu 500 Personen vorhanden. Die Baukosten lagen bei 1,25 Millionen Reichsmark, dazu 520.000 Reichsmark für technische Anlagen ohne Mobiliar. Das Gebäude wurde in massivem Ziegelmauerwerk ausgeführt, die Verblendungen waren aus Terrakotten und Bockhorner Klinker.
Das Krankenhaus blieb über Jahrzehnte ein zentraler Bestandteil der Elim-Diakonie. 1954 soll hier die spätere deutsche Bundeskanzlerin Angela Merkel (geb. Kasner) zur Welt gekommen sein.
1977 wurde das Krankenhaus rechtlich ausgegliedert und in eine gemeinnützige GmbH umgewandelt. Bis 2003 blieb die Stiftung Freie evangelische Gemeinde Norddeutschland Träger des Krankenhauses. 2003 wurde die Trägerschaft den diakonischen Einrichtungen „Alten Eichen“ (evangelisch-lutherisch) und „Bethanien“ (evangelisch-methodistisch) übertragen. Im gleichen Jahr wurden die drei evangelischen Krankenhäuser zum Diakonie-Klinikum Hamburg (DKH) zusammengeführt. Dieses wird seit 2005 getragen von der Agaplesion AG als Mehrheitsgesellschafter (60 %), der Diakonissenanstalt Alten Eichen (20 %) und dem Schwesternheim Bethanien (20 %). Seit Bezug eines Neubaues an der gleichen Stelle in Eimsbüttel im Jahr 2011 firmiert die Klinik unter dem Namen „Agaplesion Diakonieklinikum Hamburg“.